# روبرتو بارا
روبرتو بارا (بالإسبانية: Roberto Parra)‏ هو منافس ألعاب قوى إسباني، ولد في 6 أبريل 1976 في سوكويلاموس في إسبانيا.

## وصلات خارجية
- الموقع الرسمي
- روبرتو بارا على موقع الاتحاد الدولي لألعاب القوى (الإنجليزية)
- روبرتو بارا على موقع أوليمبيديا (الإنجليزية)